# Netrabahadur Thapa
Netrabahadur Thapa Magar VC (em nepali:  नेत्रबहादुर थापामगर; 8 de janeiro de 1916 – 26 de junho de 1944) foi um gurkha nepalês que recebeu a Victoria Cross, o maior e mais prestigioso prémio por bravura diante do inimigo que pode ser concedido nas forças britânicas e da Commonwealth.

## Detalhes
Em 25 ou 26 de junho de 1944, com a idade de 28 anos, Magar foi um subedar interino do 2º Batalhão do 5º Royal Gurkha Rifles do Exército Indiano durante a Segunda Guerra Mundial. Ele estava no comando de um pequeno posto de montanha isolado em Bishenpur, na Índia, quando o exército japonês atacou. Os homens, inspirados pelo exemplo do seu líder, mantiveram a sua posição e o inimigo foi repelido, mas as baixas foram muito pesadas e reforços foram solicitados. Quando estes chegaram, algumas horas depois, também sofreram pesadas baixas. Thapa pegou ele mesmo as munições dos reforços e montou uma ofensiva com granadas e kukris, até ser morto.